# Enry Rui
Enry Emanuel Rui (Morteros, Provincia de Córdoba, Argentina, 24 de agosto de 1990) es un futbolista argentino. Juega como delantero y su primer equipo fue 9 de Julio de Morteros. Actualmente milita en Club Atlético Paraná de Argentina . 

## Trayectoria
Surgido de las divisiones inferiores del club de su ciudad, 9 de Julio (M), allí comenzó su carrera, integrando el plantel de la temporada entre los años 2007 luego se incorporó a las inferiores de Club Estudiantes de La Plata. En 2009 se incorporó  a All Boys, allí, se le realizó su primer contrato el club ascendió  a la Primera División ese mismo año. Al no tener mucha continuidad en 2012 fue cedido a préstamo a Chacarita Juniors para disputar el campeonato de la Primera B 2012/13, en el cual tuvo una mayor participación aunque finalmente el conjunto funebrero no pudo ascender de división. A mediados de 2013 es cedido nuevamente a préstamo, esta vez a Villa San Carlos. Tras su fugaz paso por el club de Berisso, fue fichado por  Estudiantes de Buenos Aires. Al disputar escasos partidos, fue transferido a Flandria. Luego a Futebol Clube Cascavel para disputar la primera división del Campeonato Paranaense , luego fue cedido a río verde de goias, volvió en 2017 / 2018 para juega en Club Deportivo Libertad de su país y 2019 recala nuevamente en el fútbol del extranjero para juega en Gualaceo Sporting Club de Ecuador. En 2020 nuevamente jugaría en su país precisamente en el Club Atlético Paraná.